# Uroleucon solidaginis
Uroleucon solidaginis är en insektsart som först beskrevs av Fabricius 1779.  Uroleucon solidaginis ingår i släktet Uroleucon och familjen långrörsbladlöss. Arten är reproducerande i Sverige. Inga underarter finns listade i Catalogue of Life.